# Hart Crag
Hart Crag är en bergstopp i Storbritannien.   Den ligger i grevskapet Cumbria och riksdelen England, i den centrala delen av landet, 400 km nordväst om huvudstaden London. Toppen på Hart Crag är 822 meter över havet, eller 52 meter över den omgivande terrängen. Bredden vid basen är 0,39 km.
Terrängen runt Hart Crag är huvudsakligen kuperad.Runt Hart Crag är det ganska tätbefolkat, med 60 invånare per kvadratkilometer. Närmaste större samhälle är Ambleside, 6,8 km söder om Hart Crag. Trakten runt Hart Crag består i huvudsak av gräsmarker.